# Daifang (köpinghuvudort i Kina, Jiangxi Sheng, lat 27,55, long 115,71)
Daifang är en köpinghuvudort i Kina. Den ligger i provinsen Jiangxi, i den sydöstra delen av landet, omkring 130 kilometer söder om provinshuvudstaden Nanchang. Antalet invånare är 32 796. Befolkningen består av 15 278 kvinnor och 17 518 män. Barn under 15 år utgör 23,0 %, vuxna 15-64 år 68 %, och äldre över 65 år 7,0 %.
Runt Daifang är det ganska tätbefolkat, med 139 invånare per kvadratkilometer. Daifang är det största samhället i trakten. I omgivningarna runt Daifang växer huvudsakligen savannskog.
Genomsnittlig årsnederbörd är 2 267 millimeter. Den regnigaste månaden är juni, med i genomsnitt 364 mm nederbörd, och den torraste är oktober, med 22 mm nederbörd.